# Miguel Ángel Abarca Ribas
Miguel Ángel Abarca Ribas (Barcelona, 28 de març de 1965) és un exjugador de bàsquet català. Amb 1.94 d'alçada, el seu lloc natural a la pista era el d'aler.

## Carrera esportiva
Es va formar al planter del Club Joventut Badalona, amb qui va debutar a la màxima categoria del bàsquet nacional la temporada 1983-84. A Badalona hi va jugar dues temporades, fins al 1986, any en què va fitxar pel Caja Ronda, de Primera B, club amb el que va assolir l'ascens a l'ACB. Després de dues temporades a Màlaga va jugar dues més a Múrcia, a Primera i a l'ACB, amb el Zumos Juver Murcia. Després va estar a diversos equips de Primera i EBA, com l'Obradoiro Santiago, el Montehuelva o el Coruña, on es va retirar l'any 1996.